# Licht-Richtlinie
Die Licht-Richtlinie enthält fachliche Vorgaben hauptsächlich zum Vollzug des deutschen Bundes-Immissionsschutzgesetzes durch die Bund/Länder-Arbeitsgemeinschaft für Immissionsschutz der Umweltministerkonferenz in Bezug auf Immissionen von Licht; obwohl seit 2000 ausdrücklich „Hinweise“ genannt, hat sich in der Praxis der Name „Richtlinie“ gehalten.

## Historische Entwicklung
Die Verabschiedung einer Richtlinie zur Messung und Beurteilung von Lichtimmissionen (Licht-Richtlinie) des damaligen Länderausschusses für Immissionsschutz (LAI) im Mai 1993 stellte den zuständigen Immissionsschutzbehörden erstmals ein System zur Beurteilung der Wirkungen von Lichtimmissionen auf den Menschen zur Konkretisierung des unbestimmten Rechtsbegriffs der „schädlichen Umwelteinwirkung“ im Sinne des § 1 Abs. 1 BImSchG zur Verfügung. Die Erarbeitung der fachlichen Grundlagen geht auf die 1970er-Jahre zurück.
Nach umfangreichen Messungen und Beurteilungen von Beleuchtungsanlagen, insbesondere für Sportstätten im Freien, wurde im Mai 2000 die Licht-Richtlinie in Form von Hinweisen eingehend überarbeitet und durch einen Anhang mit Hinweisen über die schädlichen Einwirkungen von Beleuchtungsanlagen auf Tiere, insbesondere auf Vögel und Insekten und mit Vorschlägen zu deren Minderung ergänzt.
Die Überarbeitung aus dem Jahr 2012 wurde um Erläuterungen zur Ermittlung und Bewertung der Raumaufhellung und Blendung ergänzt. Sie baute in ihren wesentlichen Inhalten auf der Veröffentlichung des Arbeitskreises „Lichtimmissionen“ der Deutschen Lichttechnischen Gesellschaft auf. Der neue Anhang 2 enthält Empfehlungen zur Ermittlung, Beurteilung und Minderung der Blendwirkung von großflächigen Photovoltaikanlagen im Rahmen von Baugenehmigungsverfahren.
In Nordrhein-Westfalen gilt die Vorschrift in Form des „Licht-Erlasses“, der für die Verwaltung verbindlich ist. In Brandenburg gilt seit 2014 die Licht-Leitlinie des Ministeriums für Umwelt, Gesundheit und Verbraucherschutz, die von den zuständigen Immissionsschutz-Behörden beim Vollzug des BImSchG und des Landesimmissionsschutzgesetzes (LImschG) zu beachten ist.

## Anwendungsbereich
Sie wird zur Beurteilung der Wirkung von Lichtimmissionen auf Menschen durch Licht emittierende Anlagen aller Art angewandt. Sie dient einem einheitlichen Verständnis solcher Begriffe wie dem einer erheblichen Belästigung, dem Schutz davor sowie der höheren Energieeffizienz.
Unter „Anlage“ werden hierbei allerdings nur solche (und ihre Bestandteile) verstanden, wie sie in § 3 Abs. 5 BImSchG definiert sind; da öffentliche Verkehrswege und Fahrzeuge dort ausdrücklich ausgenommen sind, gelten die Hinweise etwa nicht für Lichtimmissionen, die durch die Nutzung von Verkehrswegen entstehen, bspw. Verkehrssignale oder Autoscheinwerfer. Ausgenommen sind zudem Licht-/ Schatteneffekte von Windenergieanlagen, für die besondere Hinweise veröffentlicht sind, und Laser.
Sie entfaltet keine direkte rechtliche Bindung. Über ihr Verständnis als allgemeiner sachverständiger Überblick über den Stand der Technik und mit ihrer breiten praktischen Umsetzung über den Anspruch auf Gleichbehandlung kann sie aber faktische Bindungswirkung gegenüber den örtlichen Umweltbehörden entfalten, denen ihre Beachtung obliegt.

### Übertragene Anwendung
Die Straßenbeleuchtung ist zwar als „straßenfremde Einrichtung“ eine nicht genehmigungsbedürftige Anlage im Sinne des BImschG, unterliegt aber nicht den Anforderungen des § 22 Abs. 1 S. 1 BImSchG. Von Lichtimmissionen Betroffene können etwa bei Beeinträchtigungen des nächtlichen Schlafs einen öffentlich-rechtlichen Unterlassungsanspruch analog § 1004, § 906 BGB gegen wesentliche Belästigungen geltend machen, wobei die Richtwerte der LAI-Hinweise berücksichtigt werden können.